# Конкин, Юрий Александрович
Ю́рий Алекса́ндрович Ко́нкин (21 октября 1931, Наровчат, Средневолжский край — 2 января 2024) — советский и российский экономист, специалист по износу, амортизации технических средств производства, по оптимальным срокам службы машин, эффективности ремонта и модернизации сельскохозяйственной техники, академик ВАСХНИЛ (1991), академик Российской академии наук (2013), ректор МИИСП им. Горячкина (1972—1984). Заслуженный деятель науки Российской Федерации (1995).

## Биография
Родился в с. Наровчат Наровчатского района (ныне — Пензенской области).
Окончил Московский институт механизации и электрификации сельского хозяйства (1954) и его аспирантуру с защитой кандидатской диссертации «Амортизация тракторного парка в сельскохозяйственных предприятиях» (1959).
В 1954—1957 годах — преподаватель, заместитель директора по учебно-производственной работе училища механизации сельского хозяйства № 6 с. Наровчат Пензенской области.
В 1959—1963 — ассистент, старший преподаватель, доцент (1961) кафедры организации производства Московской с.-х. академии им. К. А. Тимирязева.
В 1963—1965 — заместитель начальника управления внедрения новой техники ВО «Россельхозтехника».
С 1965 года — на научной и педагогической работе в МИИСП им. В. П. Горячкина (ныне Институт механики и энергетики им. В. П. Горячкина ФГБОУ ВПО «Российский государственный аграрный университет — МСХА им. К. А. Тимирязева»): доцент (1965—1970), профессор (1970—1972) кафедры экономики и организации, ректор (1972—1984), заведующий (1984—2001), с 2002 года — профессор кафедры экономики и организации производства. Выдвигался в Госдуму РФ от АПП в 1993 году.
Специалист по износу, амортизации технических средств производства, по оптимальным срокам службы машин, эффективности ремонта и модернизации сельскохозяйственной техники. Один из авторов «Методики разработки нормативов сроков службы тракторов и зерноуборочных комбайнов в сельском хозяйстве» (1982), утверждённой как типовой и межведомственной.
Доктор экономических наук (1969, диссертация «Экономические основы воспроизводства сельскохозяйственной техники»), профессор (1971), член-корреспондент ВАСХНИЛ (1978), академик ВАСХНИЛ (1991), академик РАН (2013).
Скончался 2 января 2024 года.

## Награды, премии, почётные звания
Заслуженный деятель науки Российской Федерации (1995). Почётный работник высшего образования России (1997). Награждён орденом «Знак Почёта» (1980), 6 медалями СССР и РФ, 4 золотыми медалями ВДНХ.

## Труды
Автор более 200 научных трудов.
Книги:
- Износ и амортизация техники в сельском хозяйстве: экон. основы воспроизводства машин.-трактор. парка. — 3-е изд., перераб. и доп. — М.: Колос, 1968. — 351 с.
- Практикум по экономике ремонта сельскохозяйственной техники: учеб. пособие для студентов вузов по спец. «Механизация сел. хоз-ва». — 3-е изд., перераб. и доп. — М.: Агропромиздат, 1988. — 167 с.
- Экономика ремонта сельскохозяйственной техники: учеб. пособие для студентов вузов по спец. «Механизация сел. хоз-ва». — 4-е изд., перераб. и доп. — М.: Агропромиздат, 1990. — 366 с.
- Экономика технического сервиса на предприятиях АПК: учеб…. / под ред. Ю. А. Конкина. — М.: КолосС, 2006. — 367 с.
- Проблемы экономики технического сервиса в АПК / соавт.: И. Г. Голубев и др.; МСХ РФ. — М.: Росинформагротех, 2008. — 542 с.
- Технический сервис — опыт и перспективы развития: науч. изд. / соавт.: И. Г. Голубев и др.; ФГБНУ «Росинформагротех». — М., 2011. — 337 с.
- Справочник фермера / соавт.: В. Н. Кузьмин и др.; МСХ РФ. — 2-е изд., перераб. и доп. — М. ФГБНУ «Росинформагротех», 2017. — 706 с.